# فيركنيا سيروفاتكا (سومسكا)
فيركنيا سيروفاتكا (Верхня Сироватка) هي مدينة في مقاطعة سومسكا في أوكرانيا.
يبلغ عدد سكانها حوالي 3515 نسمة.